# Championnat du Brésil de rugby à XV
Le Championnat brésilien de rugby à XV (Campeonato Brasileiro de Rugby) est une compétition de clubs de rugby à XV rassemblant l'élite des clubs brésiliens. Ce championnat comprend 10 clubs répartis en deux poules.
Les deux premiers de chaque poule sont qualifiés pour les demi-finales de la compétition. La compétition est de niveau amateur. Comme en Angleterre en Premiership, ou dans d'autre compétitions comme la Coupe d'Europe ou le Super Rugby, le fait de marquer 4 essais, de perdre de 7 points ou moins, donne droit à un point de bonus.

## Palmarès
| Club                     | Titre(s) | Premier(s) - Dernier(s) |
| ------------------------ | -------- | ----------------------- |
| SPAC                     | 13       | 1964-2013               |
| São José RC              | 9        | 2002-2015               |
| Alphaville TC            | 7        | 1980-1992               |
| Niterói Rugby            | 6        | 1976-1990               |
| Bandeirantes RC          | 4        | 1988-2009               |
| Rio Branco RC            | 4        | 1993-2006               |
| Desterro RC              | 3        | 1996-2005               |
| Curitiba RC              | 2        | 2014-2016               |
| Medicina Rugby           | 2        | 1973-1981               |
| Pasteur AC               | 2        | 1987-1994               |
| São Paulo Barbarians RFC | 2        | 1970-1971               |
| FUPE                     | 1        | 1972                    |
| Jacareí Rugby            | 1        | 2017                    |
| Poli Rugby               | 1        | 2018                    |

## Palmarès suivi
- Hexachampion - SPAC (1964, 1965, 1966, 1967, 1968, 1969)[1]
- Pentachampion - SPAC (1974, 1975, 1976, 1977, 1978)
- Trichampion - São José (2002, 2003, 2004)
- Bichampion - Alphaville (1982, 1983)[2] et (1991, 1992); Niterói (1983, 1984); Rio Branco (1997, 1998); São José (2007, 2008); São Paulo Barbarians (1970, 1971).

## Éditions
| Date | Vainqueur                     | Score       | Finaliste       |
| ---- | ----------------------------- | ----------- | --------------- |
| 1964 | SPAC                          | –           | -               |
| 1965 | SPAC                          | –           | -               |
| 1966 | SPAC                          | –           | -               |
| 1967 | SPAC                          | –           | -               |
| 1968 | SPAC                          | –           | -               |
| 1969 | SPAC                          | –           | -               |
| 1970 | São Paulo Barbarians RFC      | –           | -               |
| 1971 | São Paulo Barbarians RFC      | -           | -               |
| 1972 | FUPE                          | -           | -               |
| 1973 | Medicina Rugby                | -           | -               |
| 1974 | SPAC                          | -           | Pasteur AC      |
| 1975 | SPAC                          | –           | -               |
| 1976 | SPAC & Niterói Rugby          | –           | -               |
| 1977 | SPAC                          | –           | Niterói Rugby   |
| 1978 | SPAC                          | –           | Niterói Rugby   |
| 1979 | Niterói Rugby                 | -           | Guanabara Rugby |
| 1980 | Alphaville TC                 | -           | Niterói Rugby   |
| 1981 | Medicina Rugby                | -           | Niterói Rugby   |
| 1982 | Alphaville TC                 | -           | Niterói Rugby   |
| 1983 | Niterói Rugby & Alphaville TC | -           | -               |
| 1984 | Niterói Rugby                 | -           | Alphaville TC   |
| 1985 | Alphaville TC                 | -           | Niterói Rugby   |
| 1986 | Niterói Rugby                 | -           | FEI Rugby       |
| 1987 | Pasteur AC                    | -           | Niterói Rugby   |
| 1988 | Bandeirantes RC               | -           | Niterói Rugby   |
| 1989 | Alphaville TC                 | -           | Niterói Rugby   |
| 1990 | Niterói Rugby                 | -           | -               |
| 1991 | Alphaville TC                 | -           | Niterói Rugby   |
| 1992 | Alphaville TC                 | -           | -               |
| 1993 | Rio Branco RC                 | -           | -               |
| 1994 | Pasteur AC                    | -           | -               |
| 1995 | Bandeirantes RC               | -           | -               |
| 1996 | Desterro RC                   | -           | Bandeirantes RC |
| 1997 | Rio Branco RC                 | -           | Niterói Rugby   |
| 1998 | Rio Branco RC                 | -           | SPAC            |
| 1999 | SPAC                          | -           | São José RC     |
| 2000 | Desterro R                    | -           | São José RC     |
| 2001 | Bandeirantes RC               | -           | Pasteur AC      |
| 2002 | São José RC                   | -           | Bandeirantes RC |
| 2003 | São José RC                   | -           | Bandeirantes RC |
| 2004 | São José RC                   | -           | SPAC            |
| 2005 | São José RC                   | -           | São José RC     |
| 2006 | Rio Branco RC                 | -           | SPAC            |
| 2007 | São José RC                   | -           | Rio Branco RC   |
| 2008 | São José RC                   | 25 - 13     | Niterói Rugby   |
| 2009 | Bandeirantes RC               | Round-robin | São José RC     |
| 2010 | São José RC                   | Round-robin | Desterro RC     |
| 2011 | São José RC                   | 20 - 15     | Bandeirantes RC |
| 2012 | São José RC                   | 25 - 18     | SPAC            |
| 2013 | SPAC                          | 22 - 18     | Pasteur AC      |
| 2014 | Curitiba RC                   | 19 - 10     | São José RC     |
| 2015 | São José RC                   | 18 - 6      | Curitiba RC     |
| 2016 | Curitiba RC                   | 32 - 3      | Desterro RC     |
| 2017 | Jacareí Rugby                 | 18 - 15     | Farrapos RC     |
| 2018 | Poli Rugby                    | 30 - 25     | Farrapos RC     |

## Équipes participantes
Ordre alphabétique
- Alphaville Tênis Clube - SP - Barueri
- Bandeirantes Rugby Club - SP - São Paulo
- Belo Horizonte Rugby - MG - Belo Horizonte
- Curitiba Rugby Clube - PR - Curitiba
- Desterro Rugby Clube - SC - Florianópolis
- FEI Rugby (FEI) - SP - São Bernardo do Campo
- FUPE (Paulista Federation of University Sports) - SP
- Guanabara Rugby Football Clube - RJ - Rio de Janeiro
- Niterói Rugby Football Clube - RJ - Niterói
- Medicina Rugby (FMUSP) - SP - São Paulo
- O'malley's Rugby Football Club - SP - São Paulo
- Orixás - BA (sélection bahiana de rugby à XV)
- Pasteur Athletique Club - SP - São Paulo (ancienne équipe du Collège Liceu Pasteur)
- Rio Branco Rugby Clube - SP - São Paulo
- Rio de Janeiro Rugby Football Clube - RJ - Rio de Janeiro
- RJ Union - RJ
- São José Rugby Clube - SP - São José dos Campos
- São Paulo Athletic Club - SP - São Paulo
- São Paulo Barbarians R.F.C. - SP - São Paulo
- Varginha Rugby - MG - Varginha